# Bert Dietz
Bert Dietz (*  Leipzig, 9 de febrero de 1969). Fue un ciclista alemán, profesional entre 1994  y 2000, cuyo mayor éxito deportivo lo logró en la Vuelta a España al conseguir una victoria de etapa en la edición de 1995. Tras su retirada fue director deportivo del conjunto Team Vorarlberg.
En 2007 fue uno de los antiguos ciclistas del conjunto Telekom que confesó haberse dopado durante su carrera deportiva tras haber consumido EPO.

## Palmarés
| 1990 - 1 etapa de la Carrera de la Paz - Tour de Thuringe - 1 etapa de la Vuelta a Cuba - 1 etapa del Tour de Loir-et-Cher 1991 - 1 etapa de la Carrera de la Paz - 1 etapa del Tour de Thuringe 1992 - Tour de Thuringe - Vuelta a Nuremberg - Tour de Hesse - 1 etapa de la Carrera de la Paz 1993 - Tour de Rhénanie-Palatinat - Vuelta a la Baja Sajonia, más 1 etapa - 1 etapa de la Vuelta a Austria | 1995 - 1 etapa en la Vuelta a España 1996 - 1 etapa en la Vuelta a Suecia 1997 - 1 etapa en la Vuelta a Aragón 1998 - 1 etapa en la Carrera de la Paz 2000 - 1 etapa en la Carrera de la Paz |

## Resultados en las Grandes Vueltas y Campeonatos del Mundo
| Carrera         | 1994 | 1995 | 1996 | 1997 | 1998 | 1999 | 2000 |
| --------------- | ---- | ---- | ---- | ---- | ---- | ---- | ---- |
| Giro de Italia  | -    | -    | -    | -    | -    | -    | -    |
| Tour de Francia | -    | -    | -    | -    | -    | -    | -    |
| Vuelta a España | -    | 32.º | Ab.  | -    | 79.º | -    | -    |
| Mundial en Ruta | 50.º | -    | -    | 54.º | -    | -    | 65º  |

-: no participa

Ab.: abandono

## Equipos
- Telecom-Merckx (1994)
- Deutsche Telekom-Merckx (1995)
- Deutsche Telekom (1996–1997)
- Deutsche Telekom-ARD (1998)
- Nurnberger Versicherung (1999–2000)